# Pommiers (Aisne)
Pommiers település Franciaországban, Aisne megyében. Lakosainak száma 738 fő (2022. január 1.). Pommiers Cuisy-en-Almont, Mercin-et-Vaux, Osly-Courtil, Pasly, Pernant, Soissons és Vauxrezis községekkel határos.

## Népesség
A település népességének változása:
| Lakosok száma | 437  | 587  | 646  | 619  | 606  | 607  | 688  | 736  | 741  | 738  |
|               | 1968 | 1982 | 1990 | 2006 | 2013 | 2015 | 2017 | 2019 | 2020 | 2022 |